# Carmen Di Pietro
Carmen Di Pietro, pseudonimo di Carmela Tonto (Potenza, 24 maggio 1965), è una showgirl, attrice, personaggio televisivo ed ex modella italiana.
È considerata un sex symbol degli anni '90 e 2000.

## Biografia
Nata a Potenza da Donato, ferroviere, ed Emma, dipendente di un'impresa di pulizie, ha due fratelli, Vito e Giuseppe, e una sorella, Maria, venuta a mancare a soli tre anni. Vive la sua infanzia tra Baragiano e Bella, comuni del potentino, e, all'età di sei anni, si trasferisce a Salerno, dove frequenta le scuole elementari e superiori. Dopo il diploma di scuola superiore all'Istituto Magistrale Regina Margherita nel 1983, comincia a fare provini in giro per l'Italia, vivendo con pochi soldi e dormendo nei treni. Successivamente vive tra Londra, Roma, Milano, Parigi e Madrid, dove lavora come modella. 
Raggiunge la popolarità nei primi anni novanta grazie alle partecipazioni televisive con Gianni Ippoliti, su Rai1, con Le sfumature di Ippoliti, e su Rai 3 con Spazio Ippoliti. Dopo l'affermazione come attrice in diversi spettacoli teatrali e pellicole cinematografiche, lavora anche come conduttrice in diverse trasmissioni televisive locali, come "Miss Italia". Sale alla ribalta delle cronache italiane e internazionale per avere dichiarato, nel 1997, che una delle protesi del seno era esplosa in un viaggio aereo a causa della pressurizzazione della cabina.

### Attività artistica

Carmen Di Pietro nel 1994

La carriera artistica di Carmen Di Pietro inizia al Teatro La Chanson di Roma come soubrette nello spettacolo Italian Beauty. Seguiranno varie stagioni teatrali da showgirl, fino a calcare le scene del Teatro Ariston di Sanremo nello spettacolo di cabaret Il Diavolo sveste Prodi, con l'autore e regista Claudio Natili (2007). 
Esordisce nel cinema a 21 anni, nel 1986, con diversi film del filone erotico. È poi tra gli interpreti del film commedia italiano del 1987 Quelli del casco, diretto da Luciano Salce. Nel 1988 è nel cast del film Snack Bar Budapest di Tinto Brass. Nel 1991 è protagonista del film Ossessione fatale di Joe d'Amato, e nel 1993 è nel cast di Abbronzatissimi 2 - Un anno dopo di Bruno Gaburro.
Nel 1996 affianca Lino Banfi in Viva la Radio, uno spettacolo di varietà in tour nelle principali piazze italiane, trasmesso in diretta da Rai Radio 2. Nel 1995-1996, con le canzoni Tocalo tocalo (Sony Music) e La Fiesta (entrambe scritte da Cristiano Malgioglio), Carmen partecipa come showgirl in alcuni programmi delle TV spagnole TVE 1 e Telecinco. Seguiranno altre presenze televisive, che andranno ad aumentare la fama della soubrette italiana in tutta la Spagna.
Nel 2015, poco dopo aver compiuto i suoi 50 anni, realizza un calendario sexy - sotto la supervisione del fotografo Bruno Oliviero - il cui ricavato viene devoluto in beneficenza.

### Televisione
Carmen Di Pietro debutta in televisione nel 1994 con Gianni Ippoliti nei programmi Le sfumature di Ippoliti (Rai 1) e Spazio Ippoliti (Rai 3). Nel 1995, durante la partecipazione al programma Una sera c'incontrammo (Rete 4), diretta dal Maestro Vince Tempera, si esibisce insieme a Sandro Paternostro. Grazie al suo fare ironico e spontaneo, è spesso gradita ospite del Maurizio Costanzo Show, su Canale 5. Nel corso degli anni si afferma nel mondo dello spettacolo con varie presenze televisive, sia in qualità di showgirl che di opinionista, nei più importanti contenitori di intrattenimento Rai e Mediaset. Nel 2000-2001 partecipa alla trasmissione di Paolo Limiti Alle due su Rai 1, in onda su Rai 1.
Dal 2001 al 2002 è presente costantemente come opinionista nel programma La vita in diretta (Rai 1) e, dal 2002, sempre come opinionista, è presente anche a L'Italia sul 2 (Rai 2). Dal 2004 al 2007 partecipa ai programmi di Teo Mammucari Libero (Rai 2) e Distraction (Italia 1). Nel 2004 è tra i protagonisti del reality di Rai 2 L'isola dei famosi, dove Carmen ha diviso Antonella Elia e Aída Yéspica nella storica litigata, e dove viene eliminata nel corso della quinta puntata, e rifiuta il televoto con Sergio Múñiz per tentare di rimanere sull'ultima spiaggia. Nel 2005 è nel cast di Domenica in, presentato da Mara Venier, in qualità di soubrette. Dal 2011 al 2013 è opinionista nel programma di Rai 1 Verdetto finale. Per tutto il 2014 è ospite di Barbara D'Urso in Pomeriggio Cinque, su Canale 5.
A settembre del 2014 presenta a Salerno, con il giornalista del TG1 Paolo Di Giannantonio, cinque serate del prestigioso Premio Nazionale Mediterraneo. Nel 2016, nella trasmissione di Rai 1 Sabato in, nella rubrica di Gianni Ippoliti, la showgirl legge ed interpreta i versi dei grandi poeti. Ha imperversato sul web con le poesie dei più grandi poeti recitate in un modo tutto suo, realizzando alcuni video. I filmati hanno subito fatto il boom sui social network: migliaia di commenti e condivisioni, con milioni di visualizzazioni. Nel 2017 partecipa come concorrente alla seconda edizione del Grande Fratello VIP in onda su Canale 5, condotto da Ilary Blasi; Carmen si è distinta per le sue gag, per la sua simpatia, e per aver rivelato di mettere la sera i suoi reggiseni nel freezer: così facendo, a dire suo, "la pelle si mantiene giovane e soda". Nel 2019 partecipa al cooking show La prova del cuoco per più puntate.
Nel 2021 partecipa come ospite speciale alla trasmissione La pupa e il secchione, facendo fare la prova del bacio ai concorrenti. Da marzo 2021, Carmen è nel cast fisso di Avanti un altro, celebre programma di Paolo Bonolis, che occupa il pre-serale di Canale 5. La surreale new entry si aggiunge ai protagonisti del cosiddetto "salottino", che animano il quiz, e che Bonolis coinvolge in alcuni momenti della trasmissione. La showgirl lucana, in particolare, si presenta nel ruolo de "la poetessa" per declamare alcune poesie. Nel 2022 Carmen, per la seconda volta, è nel cast alla sedicesima edizione de L'isola dei famosi, partecipando con suo figlio Alessandro e classificandosi al terzo posto. Nel 2023 compare nel docureality Il collegio per aver accompagnato sua figlia Carmelina, partecipante del programma. L'anno seguente è tra i concorrenti di Tale e quale show piazzandosi ultima, e poi, qualche tempo dopo, viene intervistata a Belve.

## Vita privata

Carmen Di Pietro e Sandro Paternostro

Il 17 giugno 1998, dopo cinque anni di fidanzamento, Carmen Di Pietro sposa Sandro Paternostro, personaggio storico del giornalismo e della televisione italiana. Il matrimonio suscita clamore per l'ampia differenza di età: lui ha infatti 75 anni, mentre lei ne ha 33. Il matrimonio viene celebrato nonostante l'ostilità dei figli di Paternostro: Roberto e Alessandra. La coppia viene contattata da Neri Parenti per interpretare il ruolo di loro stessi nella commedia Paparazzi del 1998.
Rimasta vedova il 23 luglio 2000, Carmen non si è voluta sposare per non perdere la cospicua pensione di reversibilità del defunto marito. Successivamente, all'età di 36 anni, diventa mamma di Alessandro e, a 43, di Carmelina. Entrambi i figli sono frutto della relazione con il suo compagno, Giuseppe Iannoni, poi finita nel 2016.

## Filmografia
- Delizia, regia di Aristide Massaccesi (1986)
- Dolce pelle di Angela, regia di Andrea Bianchi (1986)
- Penombra, regia di Bruno Gaburro (1987)
- Quelli del casco, regia di Luciano Salce (1988)
- Snack Bar Budapest, regia di Tinto Brass (1988)
- La storia di Lady Chatterley, regia di Lorenzo Onorati (1989)
- Madame, nuda è arrivata la straniera, regia di Lorenzo Onorati (1989)
- Lambada blu, regia di Lorenzo Onorati (1989)
- Hard Car - Desiderio sfrenato del piacere, regia di Gianni Amadei (1989)
- Lucrezia Borgia, regia di Lorenzo Onorati (1990)
- Nostalgia di un piccolo grande amore, regia di Antonio Bonifacio (1991)
- Ossessione fatale, regia di Joe D'Amato (1991)
- Il diavolo nella carne, regia di Joe D'Amato (1991)
- Belle da morire, regia di Riccardo Sesani (1992)
- Formula 3 - I ragazzi dell'autodromo, regia di Andrea Bianchi (1993)
- Abbronzatissimi 2 - Un anno dopo, regia di Bruno Gaburro (1993)
- Le occasioni di una signora perbene, regia di Pasquale Fanetti (1993)
- Paparazzi, regia di Neri Parenti (1998)
- Creed'C, regia di Francesco Cippone e Lucky Dario Fortunato (2016)

## Teatro
- Carne di struzzo, regia di Adriano Vianello (1994)
- Italian Beauty, regia di Silvestro Longo (2000)
- Il diavolo sveste Prodi, regia di Claudio Natili (2007)

## Programmi televisivi
- Le sfumature di Ippoliti (Rai 1, 1994) Valletta
- Spazio Ippoliti (Rai 3, 1994) Valletta
- Una sera c'incontrammo (Rete 4, 1995)
- Alle due su Rai 1 (Rai 1, 2000-2001) Valletta
- La vita in diretta (Rai 1, 2001-2002) Opinionista
- L'Italia sul 2 (Rai 2, 2002-2004) Opinionista
- Libero (Rai 2, 2004-2007) Valletta
- L'isola dei famosi 2 (Rai 2, 2004) Concorrente
- Domenica In (Rai 1, 2005) Valletta
- Distraction (Italia 1, 2006-2007) Valletta
- Verdetto finale (Rai 1, 2011-2013) Opinionista
- Pomeriggio Cinque (Canale 5, dal 2014) Opinionista
- Sabato in (Rai 1, 2016) Valletta
- Grande Fratello VIP 2 (Canale 5, 2017) Concorrente
- La prova del cuoco (Rai 1, 2019) Ospite fisso
- Resta a casa e vinci (Rai 2, 2020) Esperta di poesia della ruota degli esperti
- Avanti un altro! (Canale 5, dal 2021) Membro del salottino
- L'isola dei famosi 16 (Canale 5, 2022) Concorrente
- Back to School 2 (Italia 1, 2023) Concorrente
- Tale e quale show 14 (Rai 1, 2024) Concorrente
- Affari tuoi - Speciale (Rai 1, 2025)
- Tale e quale show 15 (Rai 1, 2025) Concorrente

## Radio
Dal 3 settembre 2018 è co-conduttrice della trasmissione radiofonica The Morning Show, in onda ogni mattina su Radio Globo, un'emittente romana. Si occupa della rubrica Chiedilo a Carmen, dove i radioascoltatori pongono alcune domande di cultura generale alla Di Pietro, la quale risponde in maniera fantasiosa e fuori contesto.

## Discografia

### Singoli
- 1993 – Take Me Away/Imagination (Discomagic Records – MIX 908), pubblicato anche in Spagna
- 1994 – Remember the Time/Bodywaves in Trance (Discomagic Records – MIX 1003), pubblicato anche in Spagna
- 1995 – Tocalo tocalo/Imagination (Nuova Yep Record - 37-662204)
- 1997 – Maracaibo/Batucando (Evasioni Latine – EL 04)
- 2011 – La fiesta

### Apparizioni
- 1993 – N° 3 Summer Compilation con Take Me Away e Imagination (Discomagic Records - CD/914)
- 1995 – Summertime trash con Tocalo tocalo
- 1997 – Un... Deux... Trois...Latino! con Maracaibo (Do It Music - 3984-20089-4), pubblicato anche in Francia
- 1997 – Francisco Navarro presenta Ciclone - Non Stop Dance con Maracaibo come La Chica del Caribe (Dig It International - DMC 11230)
- 1997 – Club Latin Party con Batucando (VMP - VMP 240797-2), pubblicato a Singapore
- 2007 – Die Karnevalsfete 2008 - Voll auf Die 12 con Ritmo de la noche (More Music and Media - 899510-2), pubblicato in Germania come Carmen

### Videoclip
- 2011 – La fiesta